# Странджа (село)
Вижте пояснителната страница за други значения на Странджа.
Странджа е село в Югоизточна България. То се намира в община Болярово, област Ямбол. До 1934 година името на селото е Кайбиляре, Кайбалар или Къмбиляр.

## География
Село Странджа е разположено в планински район на границата с Турция. Намира се на 9 km от Воден и на 18 km от Крайново, на 16 km от Малко Шарково, на 25 km от общинския център Болярово и на 78 km от областния център Ямбол. Хълмовете около селото са обрасли с дива детелина, драка, мащерка и други билки. Част от землището на селото е зад пограничните заграждения, почти изцяло в полите на Странджа. Има изключително добри условия за лов, а особено успешен е ловът на дивя свиня.
Природата е завзела обратно селото. Рядкост е да срещнеш някой по улиците.

## История
До 1906 г. Странджа е било турско село, което турците постепенно напускат, като продават имотите си на българите. Село Странджа е заселено през 1906 г. от бежанци от Източна Тракия. Първоначално е носело името Кайбилар, но впоследствие Борис III с указ го преименува на Странджа. Изоставяйки имотите си в Одринско и Лозенградско, много български семейства предпочитат да останат да живеят в близост до турската граница, с надеждата, че един ден отново ще се върнат по домовете си, ще обработват земите си. Преди 9 септември 1944 г. селото е наброявало 1400 души. Имало е силно развито земеделие и животновъдство – овце, кози, крави, биволи. По време на социализма, за нуждите на промишлеността и строителството, е имало нужда от работна ръка. Много младежи по това време напускат селото, устройват се по градовете и остават там. Политиката е била насочена към развитие на градовете, а селата западат. Цели семейства се изселват поради липса на поминък. Земеделието е унищожено, животновъдството също. През 70-те години в селото остават около 150 души, а към днешна дата в село Странджа живеят около целогодишно 10 – 15 души, на възраст над 70 години.

## Религии
В селото живеят само българи християни.

## Личности
В село Странджа е роден българският професор по Съобщителна техника и комуникации Петър Михов Тодоров (1922 – 2000 г.).

## Галерия
- Църквата в село Странджа
- Сградата на кметството на село Странджа
- Къща в село Странджа
- Знамената на община Болярово, България и ЕС в центъра на село Странджа
- Сграда в центъра на село Странджа
- Улица в центъра на село Странджа
- Сградата на старата митница в село Странджа
- Камбанарията в село Странджа
- Мемориални плочи в село Странджа